# Floridabrosme
Floridabrosme (Urophycis floridana) är en fisk i familjen skärlångefiskar. 

## Utseende
Floridabrosmen är en långsträckt fisk med två ryggfenor; Den första kort, den andra långsträckt. Ovansidan är mörkspräcklig, medan undersidan är vitaktig. Gällocket har en mörk fläck, och den har ett antal mörka fläckar på huvudet. Längden kan nå upp till 35 cm som mest, men den är oftast mindre.

## Vanor
En bottenlevande, sTationär fisk som går ner till 400 m, även om den oftast lever ovanför 300 m. Ungfiskarna lever på grunt vatten i flodmynningar. Födan består av ringmaskar, bottenlevande kräftdjur och fisk.

## Utbredning
Floridabrosmen finns i västra Atlanten från North Carolina i USA till Mexikanska golfen och söder om Mexiko.

## Kommersiell användning
Ett mindre, kommersiellt fiske bedrivs, främst i kustnära vatten med bottentrål. Fångsten säljs vanligen färsk.